# توماس وليامز
توماس وليامز (18 يونيو 1884 في المملكة المتحدة - 12 يناير 1954 في المملكة المتحدة) (بالإنجليزية: Thomas Williams)‏ هو لاعب كريكت بريطاني وبريطاني (وحمل سابقاً جنسية المملكة المتحدة لبريطانيا العظمى وأيرلندا). شارك مع فريق ويلز الوطني للكريكيت ‏. أما مع النوادي، فقد لعب مع Monmouthshire County Cricket Club ‏.

## وصلات خارجية
- توماس وليامز على موقع إي آس بي آن كريك إنفو (الإنجليزية)